# هجوم ناحل عوز
نفذ مقاتلو حركة حماس هجوم ناحل عوز (بالعبرية:הטבח בנחל עוז) صباح 7 أكتوبر 2023 في كيبوتس ناحل عوز شمال قطاع غزة، كجزء من عملية طوفان الأقصى . قُتل في المعركة العديد من سكان الكيبوتس، وتسببت بأضرار جسيمة. وأُسر بعض السكان ونُقلوا إلى قطاع غزة.

## خلفية
ناحل عوز هو كيبوتس يقع في جنوب إسرائيل، في الجزء الشمالي الغربي من صحراء النقب بالقرب من حدود غزة. اعتبارًا من عام 2021، بلغ عدد سكانها 471 نسمة. تأسس عام 1951، وكانت أول مستوطنات ناهال في البلاد. وبحلول عام 1953، تحولت إلى مجتمع مدني. حدث مهم في تاريخ الكيبوتس وقع في عام 1956 عندما قُتل ضابط أمن الكيبوتس، روي روثبيرج، على يد متسللين من غزة. وشهدت جنازته تأبينا قويا من قبل موشيه ديان، رئيس الأركان آنذاك، والذي أكد على التحديات التي تواجهها إسرائيل والتهديد المستمر من جيرانها.

## الهجوم

### في القاعدة العسكرية
هاجم عدد من مقاتلي حركة حماس (عددهم ما بين 40 إلى 50 مسلحاً) عبر السياج وركضوا نحو القاعدة العسكرية القريبة من ناحال عوز. واشتبك المسلحون في معركة قصيرة مع الحراس عند البوابة، فقتلوهم ودخلوا، وسرعان ما دمروا جزءًا كبيرًا من الموقع والمعدات الموجودة بداخله. وتفاجأ الجنود المتواجدون في الموقع، وقتل معظمهم. وفي غرفة الحرب، تحصن ضباط الأركان والمراقبون وحاولوا التواصل مع القوات وتوجيه المروحيات القتالية إلى الخلايا المسلحة. وتبادل قائد كتيبة وقائدا فصيلة إطلاق النار مع المسلحين خارج غرفة الحرب. واستمرت هذه الجهود حتى ألقى المسلحون متفجرات بالداخل وقتل كثيرون.
وفي وقت الهجوم، كان 27 جنديًا من الوحدة 414 من سلاح جمع المعلومات الاستخبارية القتالية في الخدمة في هذه القاعدة وقُتلوا أو أسروا على يد مقاتلي حركة حماس. معظم جنود الوحدة 414 في ناحال عوز كانوا من الإناث. وكان واجبهم هو إجراء استطلاع على الحدود مع غزة وكذلك تشغيل أبراج المدافع المتمركزة على الجدار الحديدي والتي يتم التحكم فيها عن بعد. ولم يتم تزويد معظم الجنود في ناحال عوز بمسدس أو بندقية للدفاع عن أنفسهم، على الرغم من أن موقعهم العسكري يقع على بعد أقل من 1 كيلومتر من غزة. تم هزيمة الجنود بسهولة. اختبأ جنود الوحدة 414 غير المسلحين في ملجأ من القنابل وقُتل أو أُسر جميعهم تقريبًا. وفقًا للجيش الإسرائيلي، قُتلت الوحدة 414 جنديًا في معركة في قاعدة ناحال عوز وتم الإبلاغ عن ستة في عداد المفقودين.
عانت الكتيبة 13 من لواء جولاني من مقتل 41 شخصًا، وهو عدد أكبر من القتلى الذين تكبدتهم في حرب الأيام الستة وحرب يوم الغفران مجتمعتين. وكان مقر الكتيبة في القاعدة العسكرية في ناحال عوز، لكن العديد من جنود لواء جولاني كانوا منتشرين عبر الجدار الحديدي ولم يكونوا يدافعون عن القاعدة في البداية. تم تدمير مباني المراقبة في ناحال عوز وأجهزة الكمبيوتر الخاصة بها خلال الساعة الأولى من الغزو.

### داخل الكيبوتس
بالتزامن أيضًا مع الأحداث التي وقعت في موقع ناحل عوز، هاجم مقاتلي حركة حماس كيبوتس ناحل عوز بالقرب من شمال قطاع غزة. اقتحم المسلحون المنازل وأسروا بعض سكان الكيبوتس وقتلوا آخرين. ورد الفريق الأمني في الكيبوتس واشتبك مع المسلحين. أُرسِل فريق من ضباط شرطة الحدود الإسرائيلية إلى المنطقة قبل أسبوع. قُتل أحد ضباط شرطة الحدود المتواجدين في مكان الحادث. وعثر على جثته مع جثث خمسة مسلحين. وأصيب عدد آخر من ضباط شرطة الحدود. واستمر القتال حتى وصلت تعزيزات من الجيش الإسرائيلي وطهرت الكيبوتس وموقع الجيش القريب من المسلحين. وفي الكيبوتس، توغلت القوات من بيت إلى بيت، وقتلت المسلحين. ومع إخلاء الكيبوتس، خرج المدنيون من الغرف الآمنة في منازلهم التي كانوا يختبئون فيها.
وكان من بين القتلى مصور صحيفة إسرائيل هايوم يانيف زوهر ومعظم أفراد عائلته، بالإضافة إلى إيدن نمري، سباح إسرائيلي دولي. اعتبارًا من 17 أكتوبر، كان إجمالي القتلى والخسائر غير معروف، وتم الإبلاغ عن مقتل ما لا يقل عن 12 ساكنًا، وفقد 20، بالإضافة إلى الحراس والمسلحين الذين لقوا حتفهم.